# Puławy (województwo podkarpackie)
Puławy – osada w Polsce położona w województwie podkarpackim, w powiecie krośnieńskim, w gminie Rymanów. Leży nad Wisłokiem, oraz w bocznej dolinie niewielkiego potoku (Puławy Górne), na stoku Bukowicy.
Wieś prawa wołoskiego w latach 1551–1600, położona w ziemi sanockiej województwa ruskiego, w drugiej połowie XVII wieku wieś Poława należała do tenuty Besko starostwa sanockiego. W latach 1975–1998 miejscowość położona była w województwie krośnieńskim.

## Historia

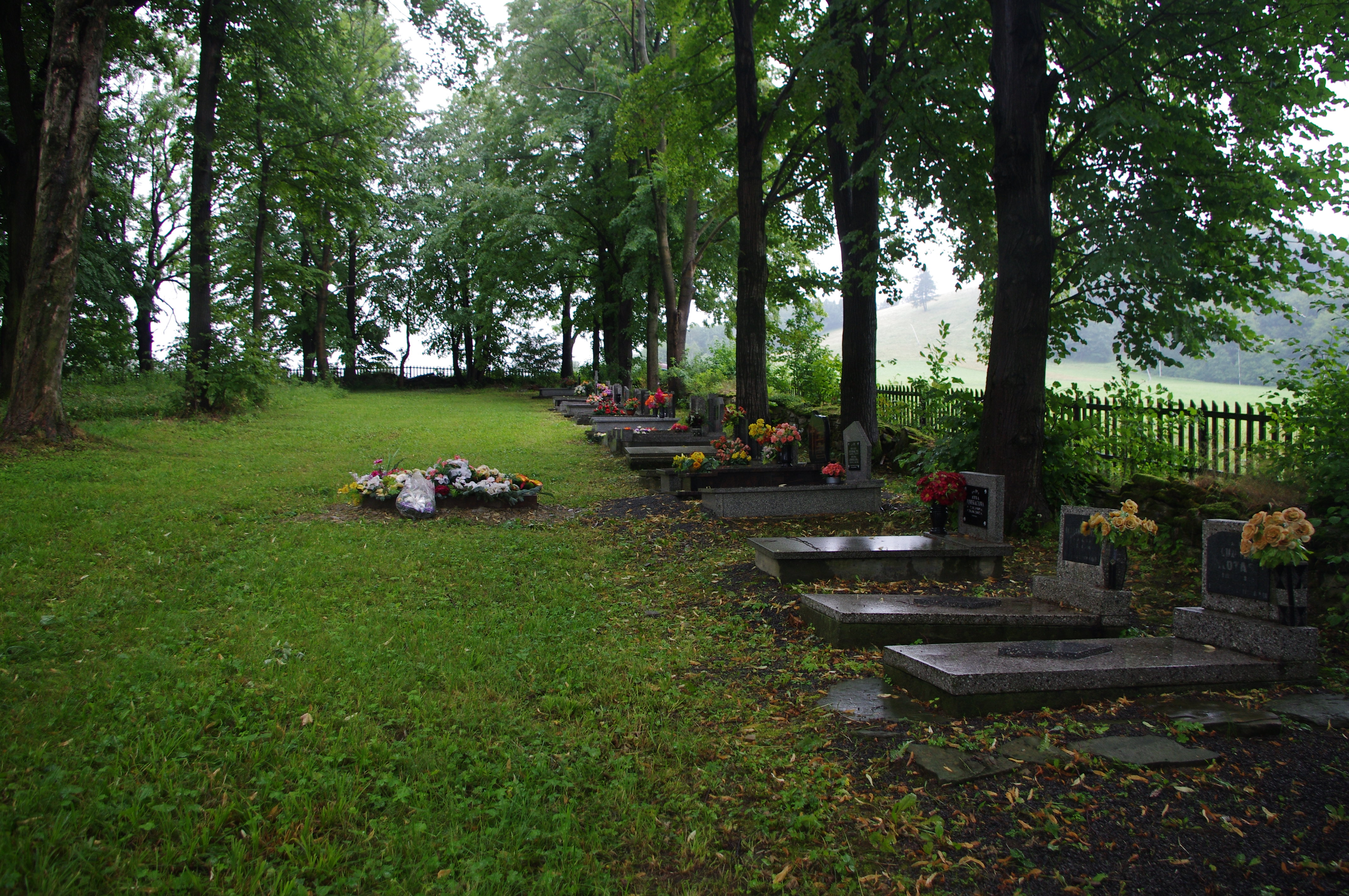
Dawny cmentarz łemkowski – lokalni Łemkowie byli wyznania greckokatolickiego i skupieni byli wokół powstałej w połowie XIX wieku cerkwi. Po wysiedleniu łemków w okresie powojennym, cmentarz podupadł. Odnowiony częściowo w latach 90. XX w. przez lokalnych sympatyków historii i tradycji obecnie jest również miejscem pochówków dla obecnych mieszkańców Puław (potomkowie repatriantów z Zaolzia). Na zdjęciu widoczna kwatera ze współczesnymi grobami mieszkańców Puław.

Wieś lokowana była na prawie wołoskim w 1572 roku na terenie, gdzie wydobywano karpacką niskoprocentową rudę żelaza (darniówkę), przetapianą metodą dymarkową i przekuwaną w miejscowych kuźniach, zwanych hamrami. W 1831 r. wybudowano tu cerkiew.
W połowie XIX wieku właścicielem posiadłości tabularnej Puławy z Wierniejówką był Józef Kłopotowski. Pod koniec XIX wieku właścicielem tabularnym dóbr we wsi był August ks. Czartoryski. Na początku XX wieku obszar dóbr książąt Czartoryskich (głównie leśny) we wsi wynosił 491 ha.
Do 1914 r. powiat sądowy w Sanoku, gmina Bukowsko. Parafia łacińska w Nowotańcu. W 1898 r. wieś liczyła 782 mieszkańców oraz 125 domów, powierzchnia wsi wynosiła wtedy 11,54 km². Częścią wsi była również wólka Wernejówka. Od listopada 1918 do stycznia 1919 Republika Komańczańska.
21 sierpnia 1944 r. patrol plutonu majora Adama Winogrodzkiego dowodzony przez kaprala Polano zaskoczył Niemców w szkole w Puławach, zdobywając: broń, 5 koni, i 2 wozy z żywnością, z obuwiem i sprzętem wojskowym.
Wieś dzieli się na Puławy Dolne oraz Puławy Górne. Obecnie we wsi znajdują się gospodarstwa agroturystyczne, a zimą i latem w Puławach Górnych czynna jest popularna w regionie kolej linowa w Ośrodku Sportów Zimowych KiczeraSki na wzgórzu Kiczera (640 m n.p.m.).
Do lat 40. XX w. była to wieś o ludności łemkowskiej wyznania greckokatolickiego. Po jej wysiedleniu w ramach Akcji „Wisła” opustoszała. W 1969 roku na terenie wsi osiedlili się mieszkańcy Śląska Cieszyńskiego, którzy utworzyli Ewangeliczną Wspólnotę Zielonoświątkową. Dom modlitwy miejscowego zboru Ewangelicznej Wspólnoty Zielonoświątkowej znajduje się w Puławach Górnych.

## Szlaki turystyczne

### Szlaki piesze
- Iwonicz-Zdrój – Rymanów-Zdrój – Puławy – Tokarnia (778 m n.p.m.) – Przybyszów – Kamień (717 m n.p.m.) – Komańcza (Główny Szlak Beskidzki)
- Moszczaniec – Surowica – Darów – Puławy Górne – Pastwiska – Besko